# Euseius tamuri
Euseius tamuri är en spindeldjursart som beskrevs av Bashir, Afzal och Ahmad 2006. Euseius tamuri ingår i släktet Euseius och familjen Phytoseiidae. Inga underarter finns listade i Catalogue of Life.